# Skrifter, som udi det Kiøbenhavnske Selskab af Laerdoms og Videnskabers Elskere ere Fremlagte og Oplaeste
Skrifter, som udi det Kiøbenhavnske Selskab af Lærdoms og Videnskabers Elskere ere Fremlagte og Oplæste (abreviado Skr. Kiøbenhavnske Selsk. Lærd. Elsk.) fue una revista ilustrada y con descripciones botánicas que fue editada en Copenhague. Se publicaron 10 números desde el año 1745 hasta 1770. Fue reemplazada por Skrifter, som udi det Kongelige Videnskabers Selskab ere Fremlagde, og nu til trykken befordrede.